# Pseudoplumarella versluysi
Pseudoplumarella versluysi is een zachte koraalsoort uit de familie Primnoidae. De koraalsoort komt uit het geslacht Pseudoplumarella. Pseudoplumarella versluysi werd in 1911 voor het eerst wetenschappelijk beschreven door Thomson & Mackinnon. 